# Pont-la-Ville, Haute-Marne
Pont-la-Ville là một xã thuộc tỉnh Haute-Marne trong vùng Grand Est đông bắc nước Pháp. Xã này nằm ở khu vực có độ cao trung bình mét trên mực nước biển.
Thị trấn nằm ở tả ngạn sông Aujon, sông chảy qua khu vực phía đông thị trấn.